# Major League Baseball
Major League Baseball, скорочено MLB, укр. МЛБ — професіональна бейсбольна ліга, одна з чотирьох найбільших професіональних спортивних ліг Північної Америки. В MLB грає 30 команд, які розподілені на дві ліги: Американську лігу (АЛ) і Національну лігу (НЛ). Від свого заснування (1901 і 1876 роки відповідно) ці дві ліги діяли як окремі юридичні особи і проводили свої власні чемпіонати. З 1903 року вони підписали угоду про співпрацю, а у 2000 році ліги об'єдналися в єдину організацію на чолі з Бейсбольним комісаром. Організація також опікується Нижчою лігою бейсболу англ. Minor League Baseball, у складі котрої є близько 240 команд, афілійованих з клубами MLB. Також ліга разом зі Всесвітньою конфедерацією бейсболу і софтболу організовує міжнародний турнір Світова класика бейсболу.

## Історія
Перша професійна бейсбольна команда була заснована в 1869 році в Цинциннаті. У 1871 році почали проводити організовані змагання між професійними командами, які входили в Національну асоціацію професійних гравців у бейсбол. Коли ця організація виявилась неефективною, у 1876 році було засновано Національну Лігу бейсбольних клубів, правонаступницею якої і є сучасна Національна ліга. Перші кілька десятиліть професійного бейсболу характеризувалися суперництво між лігами і гравцями, які часто переходили з однієї команди або ліги в іншу. Період до 1920 року в бейсболі був відомий як епоха мертвого м'яча (dead-ball era). Відсоток Хоум-ранів був дуже низьким. Незабаром після війни, Джекі Робінсон порушив расовий бар'єр бейсболі.

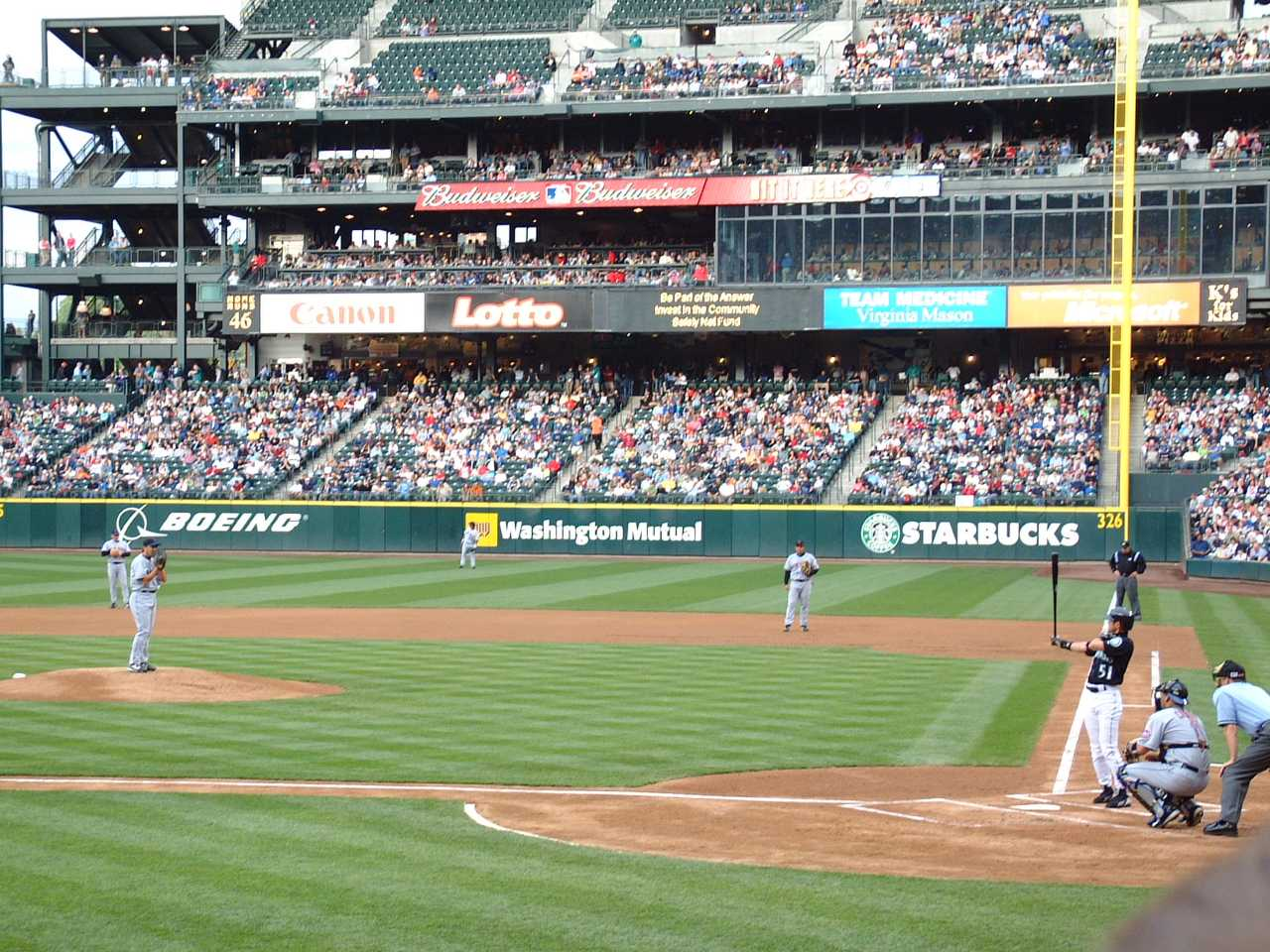
Під час гри в бейсбол

У 1950-і і 1960-і роки були часом розширення для АЛ і НЛ. Нові стадіони зі штучним покриттям поверхні почали змінювати гру в 1970-х і 1980-х роках. Через велику кількість хоум-ранів у 1990-x та повідомлень засобів масової інформації почалося обговорювання використання анаболічних стероїдів серед гравців MLB у середині 2000-х. У 2006 році розслідування відоме як «Доповідь Мітчелла» багато гравців MLB причетні до використання заборонених речовин, принаймні один гравець від кожної команди MLB використовує стероїди.

## Формат
Сьогодні, MLB складається з тридцяти команд: двадцяти дев'яти в Сполучених Штатах та ще одна в Канаді. Команди MLB кожен сезон грають 162 гри. П'ять команд з кожної ліги після закінчення сезону грають у чотирьох раундовому турнірі, який завершується Світовою серією. Світова серія з 1903 року грається у форматі найкращий-з-7. Ігри транслюються по телебаченню, радіо та в інтернеті. MLB має найвищий показник відвідуваності сезону серед усіх спортивних ліг в світі з більш ніж 74 мільйонів глядачів у 2013 році.

## Команди

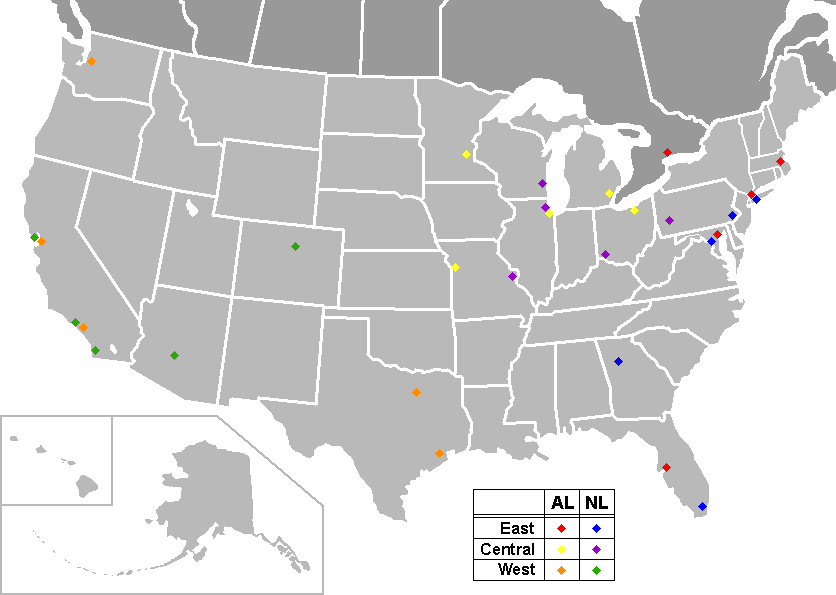
Місцезнаходження команд Вищої бейсбольної ліги